# The Garfield Show
Garfield Show (fr. Garfield & Cie, ang. The Garfield Show, od 2008) – francuski serial animowany o przygodach pomarańczowego kota o imieniu Garfield, bohatera komiksów Jima Davisa. Produkcja wykonana w całości techniką CGI.
Serial jest emitowany w Polsce od 7 listopada 2009 roku na kanale Boomerang. Od 1 sierpnia 2011 roku serial jest nadawany na kanale Cartoon Network, a od 24 lutego 2014 roku na antenie TV4 i TV6. Od 1 stycznia 2021 roku serial jest emitowany na kanale TVP ABC, od 4 do 15 stycznia tego samego roku emitowany był również w TVP3 oraz od 2023 roku jest obecnie emitowany w ALFA TVP. 

## Bohaterowie
- Garfield – gruby, leniwy kot o rudej sierści, który mieszka wraz ze swoim właścicielem i psem Odiem w domku na przedmieściu. Jest typowym łakomczuchem, szczególnie lubi jeść lasagne i pizzę. Ma swojego ulubionego pluszowego misia Pooky'ego, z którym śpi w swoim łóżku, a jego miłością jest kotka Arlene. Bardzo często ogląda telewizję na swoim ulubionym fotelu i potrafi spać niezwykle długo. Jest niemiły dla Nermala i go nie lubi (chociaż w odcinku Kolory prawdy ocalił go przed wściekłymi psami), dlatego że kotek uważa siebie za ładniejszego kota i ogólnie lepszego od Garfielda. Jego największą fobią są szczepienia u Liz.
- Jon Arbuckle – właściciel Garfielda i Odiego, zakochany w Liz, jednakże każda randka z nią kończy się niepowodzeniem. Pracuje jako rysownik, czasami nawet wydawał swoje komiksy. Nie odznacza się szczególną życzliwością, gdyż często krzyczy na swoje zwierzęta. Bardzo lubi Nermala i nazywa go „maluszkiem”.
- Odie – żółty pies z brązowymi uszami, towarzysz Garfielda. Uwielbia zabawy, w szczególności ze swoją piłeczką. Bardzo lubi chodzić na spacery, a także każdego lizać i szczekać, co często denerwuje Garfielda, czasami nawet chciał pozbawić Odiego tej czynności. Zawsze jest szczęśliwy i pogodny.
- Nermal – szary kot. Uważa się za najsłodszego kociaka na świecie i kłóci się z Garfieldem. Zazdrości sukcesów Garfielda i skrycie podkochuje się w Arlene. Lubi rocka, ale nie lubi opery. Chodzi na konkursy piękności dla kotów.
- Arlene – różowa kotka z wielkimi ustami, obiekt westchnień Garfielda.
- Herkules – wystrzyżony pies z domu sąsiadów Jona. Często wszystko zabiera sąsiadom np. misia Pooky'ego, kości Odiego.
- Liz Willson – lekarka weterynarii. Jon idzie ze swymi zwierzakami do niej tylko, żeby spotkać się ze swoją miłością, czyli właśnie nią. Liz często idzie z Jonem na randki, które nie zawsze są udane.
- Miś Pooky – ulubiony miś Garfielda, jest pluszową zabawką. Zaginął w odcinku Rozpaczliwe poszukiwanie Pooky'ego, ale w końcu zostaje znaleziony przez Garfielda.
- Myszy – szare myszki. Często pojawiają się w serialu „buszując” w kuchni. Jak każda mysz, są uzależnione od sera. Potrafią porozumiewać się z Garfieldem. Ich liderem jest Squeak, który wiele razy pomagał kotu, np. w odcinkach Nocne włamanie, Agent X.
- Elizabeth „Betty” Willson – mama Liz. Kocha swojego ptaszka Piddy'ego, którego wykarmiła i wychowała od małego pisklaczka.
- Robert „Bob” Willson – ojciec Liz, doradca podatkowy. Jest bardzo ponury.
- Doc Arbuckle – brat Jona. Jest ciągle przezywany Dokusiem, co go bardzo denerwuje. Mieszka na farmie wraz ze swoimi zwierzętami. Lubi pracować na farmie. W odcinku Farmerskie życie wygrał 100 tysięcy dolarów w teleturnieju.
- Nathan – pojawił się w odcinku Sąsiad Nathan. Zatrzymał sobie Odiego, gdyż pies miał dość kawałów Garfielda. Chciał zmienić Odiego w karalucha, lecz Garfield i Squeak mu pomogli, a w karalucha został zmieniony właśnie Nathan. Pojawił się też w innym odcinku, kiedy zmniejszył Garfielda.
- Vito – dobry kucharz, u którego zazwyczaj Garfield zamawia pizzę, a czasami przychodzą do niego, do restauracji. Jest specjalistą od włoskiej kuchni. Był zakochany w dziewczynie o imieniu Andżelika. Jego restaurację chwali Eddie Łakomiec.
- Kosmici – obcy, którzy przybyli z kosmosu. Są grubi, jeden jest zielony, a drugi granatowy. Po raz pierwszy pojawiają się w odcinku Władca myśli. Są sługami Cesarza Calzzona i nie trawią anchois.
- Cesarz Calzzone – jest dwugłowy. W odcinku Władca myśli żądał od Vita pizzy. Nie trawi anchois tak samo, jak jego słudzy.
- Profesor Bonkers (seria IV – Profesor Brzęczek) – profesor, który zna się na wynalazkach i kosmicznych odkryciach.
- Drussilla i Minerva – małe dziewczynki, kuzynki Jona. Uwielbiają przytulać Garfielda i Odiego. Obie mają rude włosy i okulary. Najprawdopodobniej są bliźniaczkami. Można je spotkać np. w odcinkach Glenda i Odessa, Wizyta Nermala, Która jest wiedźmą, Grunt to rodzinka, Kurka Wsiurka i Zwariowana pogoda.
- Heather – jej ciocią jest Liz Willson. Uwielbia przytulać i bawić się z Garfieldem i Odim.
- Nevre Kicia – niebieska kapłanka wszystkich kotów. Występuje w odcinku Klątwa kociego ludu i Zemsta kociego ludu. Jest podstępna i wredna. Mieszka w świecie, do którego można dostać się za pomocą Magicznego Zwierciadła, czyli pradawnego artefaktu, który Jon dostał od Liz w prezencie. Podstępem chciała uwięzić Garfielda w sarkofagu jako nowego faraona. Chciała zawładnąć światem, choć jej się to nie udało, i pewna rodzina ją zabrała do domu.
- Piddy Willson – żółty ptaszek. Mama Liz uważa go za swojego synka, ale ojciec Liz go nie lubi. Piddy ucieka w odcinku Poznaj moich rodziców, co bardzo uszczęśliwia ojca Liz. Powiedział, że ptaszek mu przeszkadzał. Garfield wiele razy chciał coś z nim zrobić: robiąc kanapkę z nim, połknąć i zjeść, a Jon się zdenerwował.
- Agent X – oszust, podszywający się pod tajnego agenta, pojawia się w odcinku Agent X. Jest niebieski.
- Kosmiczne lasagne – znane są z odcinków Inwazja lasagni, Klopsoida i Najmilszy z miłych. Jednak te lasagne nigdy nie pojawiły się w drugiej serii.
- Pan Barker – szef Jona w pracy. Pojawił się w odcinkach Przepustka do bogactwa i Papuzi blues.
- Rodzice Jona – pojawili się w odcinku Dom na gwiazdkę.
- Eddie Gourmand (seria III i IV – Eddie Łakomiec) – krytyk kulinarny. Garfield podpisał umowę, że nie wystąpi w trzeciej serii. Jednak nie wiadomo, dlaczego w odcinku Farmerskie życie miał inny głos.
- Mama Eddiego Gourmanda – pojawiła się w odcinku Wyprawa do wnętrza Ediego.
- Nimbus – kosmita, przyjaciel Garfielda i Odiego. Był w odcinkach Zakręcony poniedziałek, Akcja grawitacja i Pieski dzień.
- Mama Meany – wróg Vito. Jego pizze smakują jak tektura. Jakość sprzedaży spadła i nawet talony nie pomogły, gdy Eddie Gourmand oceniał ją jako najohydniejszą. Drugi raz pojawia się w odcinku W szponach zakupów.
- Brent Magnat – pracuje w potentacie budowlanym. Chciał zniszczyć pizzerię Vito w odcinku Miłość i lazania i wybudować w tym miejscu solarium, a Garfield i Odie chcieli pokrzyżować mu plany. Andżelika mu pomagała, ale go powstrzymała przed zniszczeniem pizzerii.
- Doktor Rózga (seria IV – Doktor Pejczyk) – doktor, który często występuje w telewizji.
- Ciotka Ivy – ciotka Jona. Garfield i Odie jej nie lubią. W odcinku Królisio-kapcie straszyli ją kapciami, aż w końcu kapcie ożyły.
- Ciotka Esther – także ciotka Jona. Siostra Bliźniaczka Ciotki Ivy. Pojawia się w jednym odcinku.
- Andżelika – kochanka Vito. W odcinku Miłość i lazania Brent Magnat się w niej zakochał.

## Wersja polska
Wersja polska: Studio Genetix Film Factory

Dialogi polskie: Joanna Kuryłko, Dorota Załęska

Tłumaczenie: Arleta Walczak

Reżyseria: Ewa Kania, Beata Kawka, Agnieszka Matysiak

Dźwięk: Ilona Czech-Kłoczewska, Marek Ołdak

Kierownik produkcji: Agnieszka Sokół, Róża Zielińska

Udział wzięli:

- Jarosław Boberek – Garfield
- Tomasz Kozłowicz – Jon

oraz

- Lucyna Malec – Arlene
- Anna Dereszowska – Liz
- Artur Kaczmarski – Vito, Nermal (odc. 1-26) Ricotta (odc. 1a), Red (odc. 16a)
- Tomasz Bednarek – Nermal
 (odc. 27-65)
- Janusz Wituch – Herman, Eddie Gourmand, agent X/Flafikuś (odc. 5b)
- Andrzej Chudy – mama Meany (odc. 2a, 40a)
- Aleksander Mikołajczak
- Łukasz Lewandowski – Squeak, Paxton (odc. 51b)
- Tomasz Błasiak
- Martyna Sommer – Drusilla i Minerva (odc. 53b)
- Barbara Zielińska
- Zbigniew Suszyński
- Wit Apostolakis-Gluziński
- Anna Apostolakis-Gluzińska
- Jolanta Wołłejko
- Andrzej Blumenfeld
- Grzegorz Pawlak
- Ryszard Olesiński
- Miłogost Reczek
- Agnieszka Matysiak – Rosie (odc. 57a)
- Łukasz Talik
- Beata Wyrąbkiewicz
- Cezary Kwieciński

Lektor:

- Piotr Makowski (odc. 1-26)
- Andrzej Leszczyński (odc. 27-52, 79-105),
- Mikołaj Klimek (odc. 53-78)

## Odcinki
Premiera w Polsce:
- Boomerang
  - Seria I (odc. 1-12) od 7 listopada 2009
  - Seria I (odc. 13) – 6/7 lutego 2010
  - Seria I (odc. 14-26) – 10 kwietnia 2010
  - Seria II (odc. 27-39) – 7 marca 2011
  - Seria II (odc. 40-52) – 5 września 2011
  - Seria III (odc.53-65) – 28 maja 2012
  - Seria III (odc. 66-78) – 4 września 2012
  - Seria IV (odc. 79-91) – 2 września 2013
  - Seria IV (odc. 92-104) – 24 lutego 2014
- Cartoon Network
  - Seria I (odc. 1-26) – 1 sierpnia 2011
  - Seria II (odc. 27-52) – 12 grudnia 2011
  - Seria III  (odc. 53-65) – 1 października 2012
  - Seria III (odc. 66-78) – 7 stycznia 2013
  - Seria IV (odc. 79-91a) – 7 grudnia 2013
  - Seria IV (odc. 91b-104) – 8 marca 2014

## Spis odcinków
| Premiera odcinka | Nr  | Polski tytuł                                      | Angielski tytuł                                              |
| ---------------- | --- | ------------------------------------------------- | ------------------------------------------------------------ |
|                  |     |                                                   |                                                              |
| SERIA PIERWSZA   |     |                                                   |                                                              |
|                  |     |                                                   |                                                              |
| 07.11.2009       | 001 | Inwazja lasagni                                   | Pasta Wars                                                   |
| 07.11.2009       | 001 | Zabawa w kotka i myszkę                           | A Game Of Cat And Mouse                                      |
|                  |     |                                                   |                                                              |
| 08.11.2009       | 002 | Pizza doskonała                                   | Perfect Pizza                                                |
| 08.11.2009       | 002 | Mama Garfield                                     | Mother Garfield                                              |
|                  |     |                                                   |                                                              |
| 14.11.2009       | 003 | Psiak w schronisku                                | Pup In The Pound                                             |
| 14.11.2009       | 003 | Zakochany Odie                                    | Odie In Love                                                 |
|                  |     |                                                   |                                                              |
| 15.11.2009       | 004 | Niezbyt miła muzyczka                             | Not So Sweet Sound Of Music                                  |
| 15.11.2009       | 004 | Kłopotliwy indyk                                  | Turkey Trouble                                               |
|                  |     |                                                   |                                                              |
| 21.11.2009       | 005 | Nocne włamanie                                    | Catnap                                                       |
| 21.11.2009       | 005 | Agent X                                           | Agent X                                                      |
|                  |     |                                                   |                                                              |
| 22.11.2009       | 006 | Pomarańczowo-czarni                               | Orange And Black                                             |
| 22.11.2009       | 006 | Zakręcony poniedziałek                            | Freaky Monday                                                |
|                  |     |                                                   |                                                              |
| 28.11.2009       | 007 | Król Nermal                                       | King Nermal                                                  |
| 28.11.2009       | 007 | Rozpaczliwe poszukiwania Pooky'ego                | Desperately Seeking Pooky                                    |
|                  |     |                                                   |                                                              |
| 29.11.2009       | 008 | Klątwa wilko-psiaka                               | Curse Of The Were-Dog                                        |
| 29.11.2009       | 008 | Poznaj moich rodziców                             | Meet The Parents                                             |
|                  |     |                                                   |                                                              |
| 05.12.2009       | 009 | Farmerskie życie                                  | Down On The Farm                                             |
| 05.12.2009       | 009 | Zawody dla zwierząt                               | The Pet Show                                                 |
|                  |     |                                                   |                                                              |
| 06.12.2009       | 010 | Pasujący pupilek                                  | Pet Mat Chers                                                |
| 06.12.2009       | 010 | Fartowny kot                                      | Lucky Charm                                                  |
|                  |     |                                                   |                                                              |
| 12.12.2009       | 011 | Kopacze kości                                     | Bone Diggers                                                 |
| 12.12.2009       | 011 | Robot                                             | The Robot                                                    |
|                  |     |                                                   |                                                              |
| 13.12.2009       | 012 | Wysoka waga                                       | High Scale                                                   |
| 13.12.2009       | 012 | Nocny spacer Jona                                 | Jon’s Night Out                                              |
|                  |     |                                                   |                                                              |
| 06.02.2010       | 013 | Klątwa kociego ludu                               | Curse of the Cat People                                      |
| 07.02.2010       | 013 | Glenda i Odessa                                   | Glenda & Odessa                                              |
|                  |     |                                                   |                                                              |
| 10.04.2010       | 014 | To koci świat                                     | It's a Cat World                                             |
| 10.04.2010       | 014 | Ostre szkolenie                                   | Extreme Housebreaking                                        |
|                  |     |                                                   |                                                              |
| 11.04.2010       | 015 | Zawirowanie w czasie                              | Time Twist                                                   |
| 11.04.2010       | 015 | Fatalna sława                                     | Fame Fatale                                                  |
|                  |     |                                                   |                                                              |
| 17.04.2010       | 016 | Podwodny świat                                    | Underwater World                                             |
| 17.04.2010       | 016 | Problemy z rybami                                 | Fish To Fry                                                  |
|                  |     |                                                   |                                                              |
| 18.04.2010       | 017 | Żółty kapturek                                    | Little Yellow Riding Hood                                    |
| 18.04.2010       | 017 | Władca czasu                                      | Time Master                                                  |
|                  |     |                                                   |                                                              |
| 01.05.2010       | 018 | Rodzinne zdjęcie                                  | Family Picture                                               |
| 01.05.2010       | 018 | Wirtual-wizjer                                    | Virtualodeon                                                 |
|                  |     |                                                   |                                                              |
| 02.05.2010       | 019 | Blues listonoszy                                  | Mailman Blues                                                |
| 02.05.2010       | 019 | Prawowity spadkobierca                            | Heir Apparent                                                |
|                  |     |                                                   |                                                              |
| 08.05.2010       | 020 | Prosto z piekarnika                               | From The Oven                                                |
| 08.05.2010       | 020 | Sąsiad Nathan                                     | Neighbor Nathan                                              |
|                  |     |                                                   |                                                              |
| 09.05.2010       | 021 | Historia psów                                     | History Of Dog                                               |
| 09.05.2010       | 021 | Ferajna z drzewka                                 | Up A Tree                                                    |
|                  |     |                                                   |                                                              |
| 22.05.2010       | 022 | Serowy świat                                      | It's Cheese World                                            |
| 22.05.2010       | 022 | Wizyta Nermala                                    | Nice To Nermal                                               |
|                  |     |                                                   |                                                              |
| 15.07.2010       | 023 | Skazani na drzewo                                 | Out Of A Limb                                                |
| 15.07.2010       | 023 | Moje Super Ja                                     | Super Me                                                     |
|                  |     |                                                   |                                                              |
| 27.08.2010       | 024 | Władca myśli                                      | Mastermind                                                   |
| 27.08.2010       | 024 | Zadziwiający pies latający                        | The Amazing Flying Dog                                       |
|                  |     |                                                   |                                                              |
| 28.08.2010       | 025 | Dotrzymać słowa                                   | The Last Word                                                |
| 28.08.2010       | 025 | Lodziarka i jaskiniowiec                          | Iceman                                                       |
|                  |     |                                                   |                                                              |
| 29.08.2010       | 026 | Kolędnicy                                         | Caroling Capers                                              |
| 29.08.2010       | 026 | T3000                                             | T3000                                                        |
|                  |     |                                                   |                                                              |
| SERIA DRUGA      |     |                                                   |                                                              |
|                  |     |                                                   |                                                              |
| 07.03.2011       | 027 | Dom na Gwiazdkę                                   | Home For The Holidays                                        |
|                  |     |                                                   |                                                              |
| 08.03.2011       | 028 | Sztuka bycia niemiłym                             | The Art Of Being Uncute                                      |
| 08.03.2011       | 028 | Nawiedzony dom                                    | The Haunted House                                            |
|                  |     |                                                   |                                                              |
| 09.03.2011       | 029 | Noc żywych kapci                                  | Night Of The Bunny Slippers                                  |
| 09.03.2011       | 029 | Planeta drobiu                                    | Planet Of Poultry                                            |
|                  |     |                                                   |                                                              |
| 10.03.2011       | 030 | Historia kotów                                    | History Of Cats                                              |
| 10.03.2011       | 030 | Szpieg, który mnie karmił                         | The Spy Who Fed Me                                           |
|                  |     |                                                   |                                                              |
| 11.03.2011       | 031 | Akcja grawitacja                                  | Gravity Of The Situation                                     |
| 11.03.2011       | 031 | Przepustka do bogactwa                            | Ticket To Riches                                             |
|                  |     |                                                   |                                                              |
| 14.03.2011       | 032 | Która jest wiedźmą                                | Which Witch                                                  |
| 14.03.2011       | 032 | Wielkie kichanie                                  | The Big Sneeze                                               |
|                  |     |                                                   |                                                              |
| 15.03.2011       | 033 | Klopsoida                                         | Blasteroid                                                   |
| 15.03.2011       | 033 | Mysz Max                                          | Meet Max Mouse                                               |
|                  |     |                                                   |                                                              |
| 16.03.2011       | 034 | Odie na sprzedaż                                  | Odie For Sale                                                |
| 16.03.2011       | 034 | Przybysz z innej planety                          | Guest From Beyond                                            |
|                  |     |                                                   |                                                              |
| 17.03.2011       | 035 | Cyber listonosz                                   | Cyber Mailman                                                |
| 17.03.2011       | 035 | Koci żywot na wsi                                 | Farm Fresh Feline                                            |
|                  |     |                                                   |                                                              |
| 18.03.2011       | 036 | Pizza dla czworga                                 | With Four You Get Pizza                                      |
| 18.03.2011       | 036 | Mistrz kucharski                                  | Master Chef                                                  |
|                  |     |                                                   |                                                              |
| 21.03.2011       | 037 | Kochanie, zmniejszyłem zwierzaki                  | Honey I Shrunk The Pets                                      |
| 21.03.2011       | 037 | Zabłąkany Garfield                                | Garfield Astray                                              |
|                  |     |                                                   |                                                              |
| 22.03.2011       | 038 | Smutek czarnego kota                              | Black Cat Blues                                              |
| 23.03.2011       | 038 | Pieski dzień                                      | Dog Days                                                     |
|                  |     |                                                   |                                                              |
| 22.03.2011       | 039 | Błękitny ptak szczęścia                           | The Bluebird Of Happiness                                    |
| 24.03.2011       | 039 | Wyprawa do wnętrza Ediego                         | Inside Eddie Gourmand                                        |
|                  |     |                                                   |                                                              |
| 05.09.2011       | 040 | W szponach zakupów                                | Depths of a Salesman                                         |
| 05.09.2011       | 040 | Noc zbuntowanych narzędzi                         | Night of the Apparatuses                                     |
|                  |     |                                                   |                                                              |
| 06.09.2011       | 041 | Grunt to rodzinka                                 | Everythings' Relative                                        |
| 06.09.2011       | 041 | Kraina oczekiwania                                | Land of Hold                                                 |
|                  |     |                                                   |                                                              |
| 07.09.2011       | 042 | Psie jedzonko dla kotów                           | Fido Food Feline                                             |
| 07.09.2011       | 042 | Najmilszy z miłych                                | Cuter Than Cute                                              |
|                  |     |                                                   |                                                              |
| 08.09.2011       | 043 | Pączkująca opowieść                               | A Gripping Tale                                              |
| 08.09.2011       | 043 | Kurka Wsiurka                                     | Penny Henny                                                  |
|                  |     |                                                   |                                                              |
| 09.09.2011       | 044 | Złośliwe życzenia                                 | Wicked Wishes                                                |
| 09.09.2011       | 044 | Słoń Knypcio                                      | Jumbo Shrimpy                                                |
|                  |     |                                                   |                                                              |
| 12.09.2011       | 045 | Złoto piratów                                     | Pirate Gold                                                  |
| 12.09.2011       | 045 | Ja, Garfield i ja                                 | Me, Garfield, and I                                          |
|                  |     |                                                   |                                                              |
| 13.09.2011       | 046 | Wielki wyścig z pizzą                             | Great Pizza Race                                             |
| 13.09.2011       | 046 | Wyskokowe ziarnko                                 | Full of Beans                                                |
|                  |     |                                                   |                                                              |
| 14.09.2011       | 047 | Detektyw Odie                                     | Detective Odie                                               |
| 14.09.2011       | 047 | Skradziony dom                                    | Stealing Home                                                |
|                  |     |                                                   |                                                              |
| 15.09.2011       | 048 | Miłość i lazania                                  | Love and Lasagna                                             |
| 15.09.2011       | 048 | Kolory prawdy                                     | True Colors                                                  |
|                  |     |                                                   |                                                              |
| 16.09.2011       | 049 | Słońce albo deszcz                                | Rain or Shine                                                |
| 16.09.2011       | 049 | O wyższości kota nad myszą                        | Mind Over Mouse                                              |
|                  |     |                                                   |                                                              |
| 19.09.2011       | 050 | Wielkie spanie                                    | The Big Sleep                                                |
| 19.09.2011       | 050 | Rozpieszczony Kluseczek                           | Pampered Pussycat                                            |
|                  |     |                                                   |                                                              |
| 20.09.2011       | 051 | Kreci tunel                                       | The Mole Express                                             |
| 20.09.2011       | 051 | Papuzi blues                                      | Parrot Blues                                                 |
|                  |     |                                                   |                                                              |
| 21.09.2011       | 052 | Zwariowana pogoda                                 | Unfair Weather                                               |
|                  |     |                                                   |                                                              |
| SERIA TRZECIA    |     |                                                   |                                                              |
|                  |     |                                                   |                                                              |
| 28.05.2012       | 053 | Aniołek                                           | Little Angel                                                 |
| 30.05.2012       | 053 | Podwójne kłopoty                                  | Double Double The Trouble                                    |
|                  |     |                                                   |                                                              |
| 01.10.2012       | 054 | Futrzane opowieści                                | Furry Tales                                                  |
| 02.10.2012       | 055 | Futrzane opowieści                                | Furry Tales                                                  |
|                  |     |                                                   |                                                              |
| 29.05.2012       | 056 | Prawo dla kota                                    | Kind To Kittens                                              |
| 28.05.2012       | 056 | Siła ociągania                                    | Land of Later                                                |
|                  |     |                                                   |                                                              |
| 29.05.2012       | 057 | Śmiech z puszki                                   | Laugh in a Can                                               |
| 30.05.2012       | 057 | Zamaskowany mściciel powraca                      | The Caped Avenger Rides Again!                               |
|                  |     |                                                   |                                                              |
| 05.06.2012       | 058 | Wielka zamiana                                    | The Great Trade-Off                                          |
| 31.05.2012       | 058 | Prehistoryczny szczeniak                          | Prehistoric Pup                                              |
|                  |     |                                                   |                                                              |
| 09.10.2012       | 059 | Pomocnik superbohatera                            | The Superhero Apprentice                                     |
| 18.08.2012       | 059 | Najdroższy miś                                    | Teddy Dearest                                                |
|                  |     |                                                   |                                                              |
| 31.05.2012       | 060 | Historia nie o Garfieldzie                        | The Non-Garfield Show                                        |
| 01.06.2012       | 060 | Ile może zmienić zwierzątko                       | What A Difference a Pet Makes                                |
|                  |     |                                                   |                                                              |
| 11.10.2012       | 061 | Dzień kąpieli                                     | Bath Day                                                     |
| 01.06.2012       | 061 | Wspólna pantomima                                 | Partners in Mime                                             |
|                  |     |                                                   |                                                              |
| 04.06.2012       | 062 | Garfield i puszka                                 | Garfield Gets Canned                                         |
| 04.06.2012       | 062 | Bałwan Borys                                      | Boris The Snowman                                            |
|                  |     |                                                   |                                                              |
| 05.06.2012       | 063 | Muskularna mysz                                   | Muscle Mouse                                                 |
| 06.06.2012       | 063 | Kot Kupidyn                                       | Cupid Cat                                                    |
|                  |     |                                                   |                                                              |
| 02.09.2012       | 064 | W poszukiwaniu Lymana                             | Long Lost Lyman                                              |
| 02.09.2012       | 065 | W poszukiwaniu Lymana                             | Long Lost Lyman                                              |
|                  |     |                                                   |                                                              |
| 04.09.2012       | 066 | Show Garfielda                                    | The Garfield-only Show                                       |
| 04.09.2012       | 066 | Wiedźmie zaloty                                   | Every Witch Way                                              |
|                  |     |                                                   |                                                              |
| 12.09.2012       | 067 | To czego nie widać                                | More Than Meets The Eye                                      |
| 06.09.2012       | 067 | Szybcy kumple                                     | Fast Friends                                                 |
|                  |     |                                                   |                                                              |
| 07.09.2012       | 068 | Najmądrzejszy pies na świecie                     | The Smartest Dog In The World                                |
| 07.09.2012       | 068 | Tajemnicza maszyna                                | Mysterious Machine                                           |
|                  |     |                                                   |                                                              |
| 10.09.2012       | 069 | Kwestia czasu                                     | It’s About Time                                              |
| 10.09.2012       | 069 | Farmer Garfield                                   | Farmer Garfield                                              |
|                  |     |                                                   |                                                              |
| 11.09.2012       | 070 | Szał ćwiczeń                                      | Fitness Crazed                                               |
| 11.09.2012       | 070 | Mój kumpel, Nermal                                | My Friend, Nermal                                            |
|                  |     |                                                   |                                                              |
| 12.09.2012       | 071 | Umorusani zbiedzy                                 | Filthy Fugitives                                             |
| 06.09.2012       | 071 | Gdzie jest Odie?                                  | Where’s Odie                                                 |
|                  |     |                                                   |                                                              |
| 15.01.2013       | 072 | Mały kłopot w Wielkich Chinach                    | Little Trouble in Big China                                  |
| 16.01.2013       | 073 | Mały kłopot w Wielkich Chinach                    | Little Trouble in Big China                                  |
|                  |     |                                                   |                                                              |
| 18.09.2012       | 074 | Nakarmić fretkę                                   | Take A Ferret To Lunch                                       |
| 19.09.2012       | 074 | Problemy, problemy, problemy                      | Problems, Problems, Problems                                 |
|                  |     |                                                   |                                                              |
| 13.09.2012       | 075 | Złoty puchar lazanii                              | The The Golden Lasagna Awards                                |
| 13.09.2012       | 075 | Szalony kontroler                                 | Control Freak                                                |
|                  |     |                                                   |                                                              |
| 14.09.2012       | 076 | Arbuckle Online                                   | Online Arbuckle                                              |
| 14.09.2012       | 076 | Zemsta kociego ludu                               | Revenge of the Cat People                                    |
|                  |     |                                                   |                                                              |
| 17.09.2012       | 077 | W pogoni za psem                                  | Doggone Jon                                                  |
| 17.09.2012       | 077 | Fotki w paski                                     | Pawparazzi                                                   |
|                  |     |                                                   |                                                              |
| 19.09.2012       | 078 | Książę z bajki                                    | The Bride and Broom                                          |
| 18.09.2012       | 078 | Scenarzysta                                       | The Write Stuff                                              |
|                  |     |                                                   |                                                              |
| SERIA CZWARTA    |     |                                                   |                                                              |
|                  |     |                                                   |                                                              |
| 02.09.2013       | 079 | Królowa Lwica, cz. 1: Rozśpiewane zoo             | Lion Queen – Zoo Melody (Part 1)                             |
| 03.09.2013       | 079 | Królowa Lwica, cz. 2: Witamy w Afryce             | Lion Queen – Welcome to Africa (Part 2)                      |
|                  |     |                                                   |                                                              |
| 04.09.2013       | 080 | Królowa Lwica, cz. 3: Na łonie natury             | Lion Queen – Life of Outside (Part 3)                        |
| 05.09.2013       | 080 | Królowa Lwica, cz. 4: Król kotów                  | Lion Queen – King Of Cats (Part 4)                           |
|                  |     |                                                   |                                                              |
| 06.09.2013       | 081 | Królowa Lwica, cz. 5: Otworzyć klatki             | Lion Queen – Open the Cages (Part 5)                         |
| 09.09.2013       | 081 | Zaczarowani, cz. 1: Pupilek wiedźmy               | Bewitched – Familiar Familiar (Part 1)                       |
|                  |     |                                                   |                                                              |
| 10.09.2013       | 082 | Zaczarowani, cz. 2: Wiedźmy chcą się bawić        | Bewitched – Witches Just Wanna Have Fun (Part 2)             |
| 11.09.2013       | 082 | Zaczarowani, cz. 3: Wiedźma bez serca             | Bewitched – The Heartless Witch (Part 3)                     |
|                  |     |                                                   |                                                              |
| 12.09.2013       | 083 | Zaczarowani, cz. 4: Duchy z krainy cieni          | Bewitched – The Hall of Witchdom (Part 4)                    |
| 13.09.2013       | 083 | Zaczarowani, cz. 5: Aula wiedzy wiedźm            | Bewitched – Bewitched & Bewildered (Part 5)                  |
|                  |     |                                                   |                                                              |
| 16.09.2013       | 084 | Maszyna straszyna, cz. 1: Mądre smartfony         | The Mean Machine – Too Smart Smartphones (Part 1)            |
| 17.09.2013       | 084 | Maszyna straszyna, cz. 2: Replikanci              | The Mean Machine – Men of Metal (Part 2)                     |
|                  |     |                                                   |                                                              |
| 18.09.2013       | 085 | Maszyna straszyna, cz. 3: Robo-demolka            | The Mean Machine – Robot Rampage (Part 3)                    |
| 19.09.2013       | 085 | Maszyna straszyna, cz. 4: Lot na Zębatkę          | The Mean Machine – Rocket to Sprocket (Part 4)               |
|                  |     |                                                   |                                                              |
| 20.09.2013       | 086 | Maszyna straszyna, cz. 5: Bunt robotów            | The Mean Machine – The Robot Revolution (Part 5)             |
| 23.09.2013       | 086 | Złoty kanion, cz. 1: Jedź na zachód, kotku        | Glitter Gulch – Go West, Young Cat (Part 1)                  |
|                  |     |                                                   |                                                              |
| 24.09.2013       | 087 | Złoty kanion, cz. 2: Płonąca lazania              | Glitter Gulch – Blazing Lasagna (Part 2)                     |
| 25.09.2013       | 087 | Złoty kanion, cz. 3: Pojedynek u Vita             | Glitter Gulch – Showdown at Vito's (Part 3)                  |
|                  |     |                                                   |                                                              |
| 26.09.2013       | 088 | Złoty kanion, cz. 4: Na krawędzi                  | Glitter Gulch – Life on the Stage (Part 4)                   |
| 27.09.2013       | 088 | Złoty kanion, cz. 5: Gorączka złota               | The Glitter Gulch – All That Glitters… (Part 5)              |
|                  |     |                                                   |                                                              |
| 30.09.2013       | 089 | Wbrew sztormom, cz. 1: Piracka zgraja             | The Against All Tides – Scallywags & Sea Scoundrels (Part 1) |
| 02.11.2013       | 089 | Wbrew sztormom, cz. 2: Rozróba na wyspie Aruba    | The Against All Tides – Adventures on Aruba Island (Part 2)  |
|                  |     |                                                   |                                                              |
| 02.11.2013       | 090 | Wbrew sztormom, cz. 3: Ucieczka                   | The Against All Tides – Escape (Part 3)                      |
| 02.11.2013       | 090 | Wbrew sztormom, cz. 4: Pokarm wieloryba           | The Against All Tides – Feeding the Fish (Part 4)            |
|                  |     |                                                   |                                                              |
| 11.01.2014       | 091 | Wbrew sztormom, cz. 5: Powrót królowej            | The Against All Tides – Return of the Queen (Part 5)         |
| 08.03.2014       | 091 | Drzewo lazaniowe, cz. 1: Gang szczurów            | The Lasagna Tree: The Rat Pack (Part 1)                      |
|                  |     |                                                   |                                                              |
| 08.03.2014       | 092 | Drzewo lazaniowe, cz. 2: Spółka drzewna           | Lasagna Tree: Tree's Company (Part 2)                        |
| 09.03.2014       | 092 | Drzewo lazaniowe, cz. 3: Gangsterzy i gondolierzy | Lasagna Tree: Roaming About Rome (Part 3)                    |
|                  |     |                                                   |                                                              |
| 09.03.2014       | 093 | Drzewo lazaniowe, cz. 4: Wpuszczeni w makaron     | Lasagna Tree: The Pasta Plant (Part 4)                       |
| 15.03.2014       | 093 | Drzewo lazaniowe, cz. 5: Prawda na żywo           | Lasagna Tree: The Big Broadcast (Part 5)                     |
|                  |     |                                                   |                                                              |
| 15.03.2014       | 094 | Życie na dziko, cz. 1: Zew natury                 | Into the Wild: Call of the Wild (Part 1)                     |
| 16.03.2014       | 094 | Życie na dziko, cz. 2: W leśnej głuszy            | Into the Wild: Into the Woods (Part 2)                       |
|                  |     |                                                   |                                                              |
| 16.03.2014       | 095 | Życie na dziko, cz. 3: Pierwszy całus Nermala     | Into the Wild: Nermal's First Kiss (Part 3)                  |
| 22.03.2014       | 095 | Życie na dziko, cz. 4: Nie tylko dla orłów        | Into the Wild: Where Eagles Don't Dare (Part 4)              |
|                  |     |                                                   |                                                              |
| 22.03.2014       | 096 | Życie na dziko, cz. 5: Paskudne kojoty            | Into the Wild: Ugly Coyotes (Part 5)                         |
| 24.02.2014       | 096 | Prorocze okulary                                  | Double Vision                                                |
|                  |     |                                                   |                                                              |
| 25.02.2014       | 097 | Szczekanie na zawołanie                           | Barking Mad                                                  |
| 27.02.2014       | 097 | Tylko dla myszy                                   | For Mice                                                     |
|                  |     |                                                   |                                                              |
| 04.03.2014       | 098 | Milczenie baranów                                 | Silence of the Sheep                                         |
| 06.03.2014       | 098 | Mamuśka sowa                                      | Mother Owl                                                   |
|                  |     |                                                   |                                                              |
| 27.02.2014       | 099 | Garfcepcja                                        | Garfception                                                  |
| 03.03.2014       | 099 | Sprawa sześciu puszek                             | Six-Can Solution                                             |
|                  |     |                                                   |                                                              |
| 05.03.2014       | 100 | Buldog zagłady                                    | Bulldog of Doom                                              |
| 07.03.2014       | 100 | Nie ma jak w domu                                 | Home Sweet Home                                              |
|                  |     |                                                   |                                                              |
| 10.03.2014       | 101 | Co się zdarzyło ciotce Ivy?                       | Whatever Happened to Aunt Ivy?                               |
| 11.03.2014       | 101 | Dzień pączkowych delicji                          | Delicious Donut                                              |
|                  |     |                                                   |                                                              |
| 12.03.2014       | 102 | Panna Myszeńka                                    | Little Miss Mouse                                            |
| 13.03.2014       | 102 | Pachnący inaczej                                  | The Stink, Stank, Skunk!                                     |
|                  |     |                                                   |                                                              |
| 14.03.2014       | 103 | Jon drugi                                         | Jon 2                                                        |
| 23.03.2014       | 103 | Kuzynka Petunia                                   | My Cousin Petunia                                            |
|                  |     |                                                   |                                                              |
| 17.03.2014       | 104 | Pies, czyli kot                                   | The Dog of my Cat                                            |
| 18.03.2014       | 104 | Świat bez kota                                    | World Without Me                                             |
|                  |     |                                                   |                                                              |
| 19.03.2014       | 105 | Kotofobia                                         | Fraidy Cat                                                   |
| 20.03.2014       | 105 | Noc pełna grozy                                   | The Very, Very Long Night                                    |
|                  |     |                                                   |                                                              |
| SERIA PIĄTA      |     |                                                   |                                                              |
|                  |     |                                                   |                                                              |
| 18.06.2017       | 106 | Bunt gryzoni                                      | Rodent Rebellion                                             |
| 18.06.2017       | 106 | Bunt gryzoni                                      | Rodent Rebellion                                             |
|                  |     |                                                   |                                                              |
| 18.06.2017       | 107 | Bunt gryzoni                                      | Rodent Rebellion                                             |
| 18.06.2017       | 107 | Bunt gryzoni                                      | Rodent Rebellion                                             |
|                  |     |                                                   |                                                              |